# روزهای افتخار (فیلم ۲۰۰۶)
روزهای افتخار یا بومی‌ها (فرانسوی: Indigènes - Natives‎) فیلمی در ژانر جنگی و درام به کارگردانی و نویسندگی رشید بوشارب است. فیلم محصول سال ۲۰۰۶ فرانسه، الجزایر، مراکش و بلژیک می‌باشد.
این فیلم به کمک سربازان آفریقای شمالی به نیروهای ارتش آزادی‌بخش فرانسه در طول جنگ جهانی دوم و تبعیض علیه آنها می‌پردازد. انتشار این فیلم به رسمیت بخشیدن به حقوق بازنشستگی سربازان از دارایی‌های سابق فرانسه توسط دولت فرانسه کمک کرد. بازیگران جمال دبوز، سامی ناصری، رشدی زیم، سامی بواجیله و برنار بلانکان همگی برنده جایزه تفسیر مردانه در جشنواره فیلم کن در سال ۲۰۰۶ برای بازی‌های خود شدند، و فیلم برنده جایزه فرانسوا شاله شد. این فیلم همچنین نامزد جایزه اسکار بهترین فیلم خارجی زبان شد.

## بازیگران
- جمال دبوز
- سامی ناصری
- سامی بواجیله
- رشدی زیم
- برنار بلانکان
- اسعد بوعب
- ملانی لوران
- توما لانگمن

## خلاصه داستان
داستان در جنگ جهانی دوم روی می‌دهد؛ زمانی که نیروهای فرانسه با کمبود نیروی انسانی رو به رو هستند و چهار سرباز الجزایری برای کمک به آزادی فرانسه به آنها می‌پیوندند.

## جوایز و افتخارات
این فیلم نامزد جایزه اسکار بهترین فیلم خارجی زبان ۲۰۰۷ و برنده جایزه بهترین گروه بازیگران از جشنواره فیلم کن ۲۰۰۶ شد.